# Polonosuchus
Polonosuchus is een geslacht van uitgestorven archosauriërs uit de orde der Rauisuchia. Het geslacht kwam tijdens het Carnien (Laat-Trias) voor in wat tegenwoordig Polen is. De enige bekende soort is Polonosuchus silesiacus, in 2005 oorspronkelijk benoemd als een soort van Teratosaurus door Tomasz Sulej. Het werd in 2009 herkend als een apart geslacht door Stephen L. Brusatte et al..

## Beschrijving

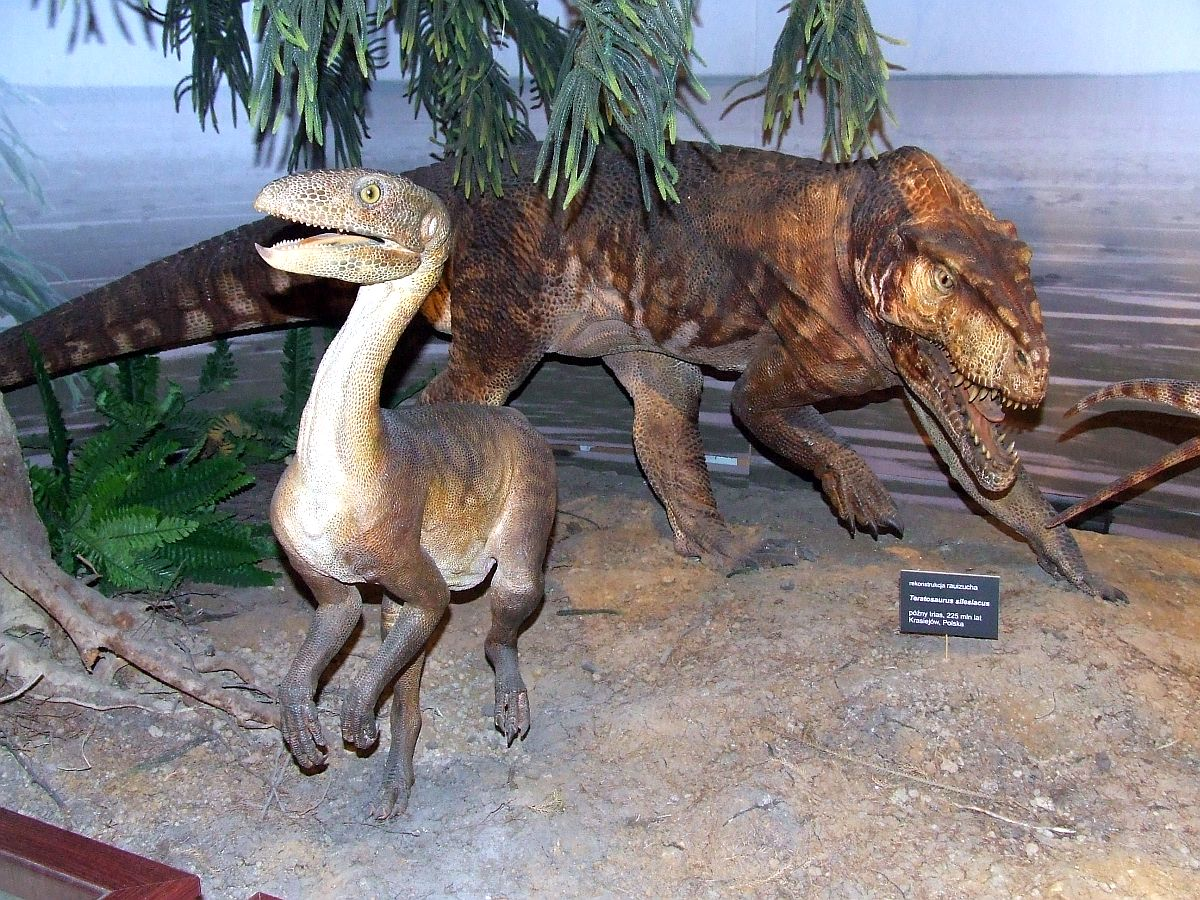
model van Polonosuchus (achteraan) en een van Silesaurus opolensis (vooraan)

Het geslacht bestond uit grote, vijf tot zes meter lange roofdieren, die zoals alle leden van de Rauisuchia een relatief groot hoofd en lange, scherpe tanden bezaten. De poten stonden bijna direct onder het lichaam, een eigenschap die ongebruikelijk is voor een reptiel, maar voorkomt bij de meeste zoogdieren. Het uiterlijk was waarschijnlijk gelijkaardig aan dat van Postosuchus uit Noord-Amerika.